# 유희왕
《유희왕》(일본어: 遊☆戯☆王 유기오[*], 로마자: Yu-Gi-Oh!)은 카드 게임을 소재로 하여 타카하시 카즈키가 주간 소년 점프 연재로 그린 만화다. 그 인기로 인해 일본 TV 아사히, TV 도쿄부터 TV 애니메이션으로도 제작·방영되었으며, 대한민국에서는 대원미디어에서 수입, 2003년 12월부터 2005년 5월까지 매주 월요일에 방영되었다. 작품 내에 등장하는 카드 게임을 실제 카드 게임으로 제작하여 코나미(대한민국에서는 대원미디어 게임사업본부)에서 판매중이기도 하다. 또한, 유희왕 온라인이라는 NTCG 게임도 존재하며 메탈기어와 융합해서 제작된 메탈기어 애시드는 유희왕의 클론이라 할 수 있다.

## 개요
작품의 테마는 〈우정〉〈죽음〉〈사랑〉〈자립〉으로, 특히 우정이 강조된다. 유우기(한국어로 유희)와 죠노우치(한국어로 조이)의 앞글자를 따면 발음상 우정과 같게 된다.
작품 초기는 심약한 소년인 주인공 무토 유우기(유희)가, 어둠의 아이템 〈천년 퍼즐〉을 맞추게 된 계기로, 다른 인격인 어둠의 유우기(고대 이집트의 파라오의 영혼, 영혼의 이름은 아템으로 이후 유희왕 5기에 왕의 기억 편에서 이름이 등장함)가 나타나 어둠의 수호자가 되어 악랄한 불량배나 범죄자 등의 악인을 차례차례로 어둠의 게임에서 쓰러뜨려, 마지막에 벌칙을 준다는 것이었다. 그러나 분위기가 매우 어두워, 인기가 그리 높지 않은 관계로, 연재중단의 이야기가 나왔다. 그래서 예전에 등장한 카드게임 〈매직＆위저드〉(줄여서 M＆W)를 다시 등장시켜, 인기는 다시 높아졌다. 그 후, 해당 카드게임을 재현한 〈유☆희☆왕 오피셜 카드게임 듀얼 몬스터즈〉가 코나미에서 발매되어 엄청난 인기를 얻었다.
이 작품은 무토우 유우기, 어둠의 유우기(아템)와 친구 죠노우치(조이)와 친구들과의 우정을 통해서, 성장하는 이야기이다. 이 카드게임의 인기는 단순한 만화 작품의 캐릭터 상품이라고 하는 것을 넘어버려 엄청난 인기를 얻게 되었다. 그래서 여러 가지 게임을 통해 악을 토벌한다고 하는 본래의 설정을 변경 할 수밖에 없었다. 그래서 카드에 감춰진 고대 이집트의 신비한 힘을 둘러싼 싸움으로 변천해, 중반 이후는 고대의 카드에 대한 이야기가 전개된다. 또 텔레비전 게임을 시작으로 관련 상품도 많이 발매되어 엄청난 인기를 얻었다. 애니메이션화 도중, 카드게임의 명칭이 실존하는 트레이딩 카드 게임 〈매직 더 개더링〉과 아주 비슷하기 때문에, 애니메이션 및 캐릭터 상품에 대해서 명칭을 변경해 듀얼 몬스터즈로 했다. 시리즈는-유희왕DM(듀얼 몬스터즈), 유희왕 듀얼몬스터즈 GX(Generation neXt), 유희왕5D's(파이브디즈), 유희왕 제알(ZExAL), 유희왕 아크파이브 (ARC-V)등이 있다.
코나미에서 유희왕 게임이 출시되었고, 그 중에서 카드 게임은 트레이딩 카드 게임으로서 상품화되어 전 세계에서 인기를 얻고 있다. 1998년에는 TV 아사히의 《유☆희☆왕》, 2000년에는 TV 도쿄의 《유☆희☆왕 듀얼몬스터즈》, 2004년에는 《유☆희☆왕 듀얼몬스터즈 GX》, 2008년에는 《유☆희☆왕 5D's》, 2011년에는 《유☆희☆왕 ZEXAL》 등 5번에 걸쳐 애니메이션화 된다.
1999년에는 극장판 〈유☆희☆왕〉이 공개되었다. 또, 2004년에는 전미 공개용으로 제작된 오리지널 장편 영화 〈Yu-Gi-Oh! The Movie〉(〈빛의 피라미드〉)가 전미 2411관에서 공개되어 주말 흥행 성적으로 4위가 되었다. 일본에서는 영어 표기 부분 등을 일본어로 변경한 개정판이 제작되었지만, 관계자와 초대자만 관람하였다. 그 후, 2005년에 TV방송되었다. 흥행 수입은 1976만 달러에 이르렀다. 또 2011년 2월 개봉한 극장판 《시공을 초월한 우정》이 흥행을 하기도 했다.
〈주간 소년 점프〉에서의 연재 종료 후, 월간지 〈V점프〉에서 원안·감수：타카하시 카즈키가 《유☆희☆왕 R》(2004년~2008) 및 《유☆희☆왕 GX》(2006년) 등을 연재하고 있다. 일본에서의 코믹스 및 관련 서적의 누계 발행 부수는 2008년 시점에서 3600만부를 돌파하고 있다.

## 내용

### 학원편
괴롭힘을 당하는 심약한 소년이며, 게임을 좋아하는 〈무토우 유우기〉는 할아버지 〈무토우 스고로쿠〉로부터 받은 〈천년 퍼즐〉이라고 불리는 아무도 푼 적이 없는 고대 이집트의 보물을 8년에 걸쳐서 푸는 일에 성공했다. 그 순간, 그는 또 하나의 인격, 그리고 게임 천재로서의 기량을 몸에 익혀 〈어둠의 유우기〉로서 세상에 만연하는 악에 어둠의 게임을 걸어 패배하면 무서운 벌칙을 내려 심판하는 어둠의 수호자가 된다. 어느 날, 카드의 귀공자(?)인 〈카이바 세토〉와 만난 유우기는, 스고로쿠의 중요한 카드 [푸른 눈의 백룡(블루 아이즈 화이트 드래곤)]을 그에게 도둑맞는다. 어둠의 유우기는 카이바를 쓰러뜨리기 위해 카드게임 〈매직＆위저드〉로 그에게 도전한다. 그 후, 유우기는 이집트에서 방문한 수수께끼의 청년 〈샤디〉와의 만남을 거치고, 천년 퍼즐에 감춰진 수수께끼를 푸는 계기를 얻게 된다.

### DEATH-T 편
일찍이 어둠의 유우기에게서 듀얼로 패배한 카이바 세토는 유우기에 대한 복수심 때문에 〈DEATH-T(죽음의 테마파크)〉라는 계획을 실행한다. 자신의 회사 〈카이바 코퍼레이션〉의 재력을 이용해, 테마파크 〈카이바 랜드〉를 건설하던 카이바는 그곳에 설치된 죽음의 어트랙션 〈DEATH-T〉에 유우기들을 부른다. 카이바는 납치한 무토 스고로쿠에게 듀얼 박스로 듀얼을 도전해, 자신이 체험한 벌칙을 스고로쿠에게 경험시킨 뒤, 그가 소중히 여기는 카드인 [푸른 눈의 백룡]을 찢어 버린다. 그리고 카이바는 <DEATH-T>내에 유우기들에게 여러 자객들을 보내 그들의 생명을 노린다. 과연 유우기들은 〈DEATH-T〉를 공략할 수 있을 것인가…….

### 몬스터 월드 편
이상한 분위기를 지닌 전학생 〈바쿠라 료〉는 천년 아이템 중의 하나 〈천년 링〉의 소유자였다. 그는 전학을 반복하면서, 스스로 친구를 만들려고 하지 않는 고독한 소년이었다. 그런 그가 소유한 천년 링은 유우기의 천년 퍼즐과 같이, 또 하나의 인격을 가지고 있었다. 그러나 그 인격은 흉악 그 자체여서, 바쿠라의 친구를 차례차례로 덮치는 등 바쿠라가 전학을 반복하는 원인이 되었다. 아무것도 모르는 유우기들은, 바쿠라를 걱정해 그의 집을 방문한다. 바쿠라는 거절했지만, 또 하나의 인격에 의해서 육체를 조종당한다. 어둠의 바쿠라는 유우기들을 능숙하게 속여, 그들과 TRPG 〈몬스터 월드〉를 한다. 그 게임은 목숨을 잃을 수도 있는 어둠의 게임이었다. 이 게임의 라이프가 다하거나 바쿠라에게 패배하면 플레이어의 영혼이 게임의 〈말〉에 영원히 봉인되는 것이었다. 유우기들이 당하는 도중, 몬스터 월드에 있어서 절대적인 지배자인 게임 마스터(어둠의 지배자 조크)에 군림하는 바쿠라에게 과연 승리할 수 있을까?

### 듀얼리스트 킹덤 편
소심하고 외톨이이던 유우기는 8년 만에 천년 퍼즐을 맞춘 후 어둠의 유우기와 인격을 공유하게 된다. 그때 카이바 코퍼레이션의 사장인 카이바를 만나게 되고, 그 후 페가서스와의 어둠의 게임에서 진 유우기는 할아버지인 무토오 스고로쿠의 영혼을 빼앗기며 듀얼리스트 킹덤에서 펼쳐지는 대회에 초대를 받게 된다. 그 후 카이바와 모쿠바의 영혼까지 빼앗기는 것을 보게 되고 유우기는 듀얼리스트 킹덤 대회의 결승전에 올라와 어둠의 게임 속에서 카드에 봉인된 모두의 영혼을 돌려받기 위해 페가서스와 듀얼을 펼친다.

### 블랙 크라운 편
《듀얼리스트 킹덤》의 싸움이 끝난 며칠 후, 유우기가 사는 도미노 시에 최신 게임 업체 《블랙 크라운》이 오픈한다. 가게 오리지널 신작 게임 D · D · D 게임(원작에서는 던전 다이스 & 드래곤, DM에서는 던전 다이스 몬스터)을 구입하기 위해 블랙 크라운으로 향한 유우기는 점주인 Mr. 크라운의 함정에 빠져 천년 퍼즐을 빼앗긴다. 스고로쿠에게 강한 원한을 가진 그는 그 원한을 풀기 위해 D · D · D 게임을 만들어 내어 아들 오토기 류지와 유우기를 대결시킨다. (유희왕 DM에서는 천년 퍼즐의 강탈과 오토기 류지의 도전이 별개의 것으로 나오지만 원작에서는 하나의 이야기로 등장한다.) 천년 퍼즐을 빼앗긴 유우기는 천년 퍼즐과 어둠의 유우기를 되찾기 위해 스스로의 힘으로 전투에 임하고, 사투 끝에 승리한다.

### 배틀 시티 편
페가서스와의 듀얼에서 이긴 유우기는 무토오 스고로쿠와 카이바, 모쿠바의 영혼을 돌려 받고 페가서스의 방에서 듀얼몬스터즈를 만든 이유를 알게 된다. 그 후 카이바는 이시즈를 만나고, 신의 카드 중 하나인 [오벨리스크의 거신병]을 받아 삼환신을 모으기 위해 배틀 시티라는 대회를 개최하게 된다. 유우기는 이시즈에게 자신의 모습이 담긴 석판을 본 후 자신이 3000년 전의 파라오였음을 알게 된다. 그 후 파라오의 기억을 되찾기 위해서는 삼환신을 모아야 한다는 이시즈의 말을 듣고 배틀 시티에 참가한다.

### 왕의 기억 편
유우기는 7개의 천년 아이템을 모아 기억의 석판이 있는 이집트로 가 기억의 세계로 가게 된다. 어둠의 유우기는 거기서 막 왕위에 오른 젊은 파라오였으며, 도적왕 바쿠라를 물리쳐야 끝나는 궁극의 어둠의 게임, 어둠의 RPG를 벌이게 된다. 어둠의 바쿠라의 정체는 어둠의 대사신 조크・네크로파데스였으며 조크가 부활하게 됨에 따라 기억의 세계는 혼돈으로 빠지게 된다. 이 혼돈을 끝내기 위해서는 파라오의 이름을 알아야 된다는 정보를 입수한다. 유우기와 친구들이 파라오의 이름을 알게 되고 파라오는 자신의 이름인 아템을 외쳐 삼환신을 융합하여 [빛의 창조신 호라크티]를 소환, 조크를 물리친다. 그 이후 유우기 일행은 현실로 돌아온다. 그리고 아템을 명계로 돌려보내기 위해 듀얼로써 아템을 패배시켜야 함을 알게 된다. 논의 끝에 유우기가 아템과 듀얼을 하기로 하고, 유우기가 승리하여 아템이 명계로 돌아가며 끝난다.

## 등장 인물
- 무토우 유우기
- 카이바 세토 모쿠바
- 쿠자크 마이
- 마리크
- 아템
- 바쿠라
- 죠노우치
- 혼다
- 유우키 주다이
- 헬카이져 료
- 크로노스
- 페가수스J크로포드
- 요한
- 츠쿠모유우마
- 유세이
- 렉스 고드원
- 아스트랄
- 마루후지 료
- 유벨
- 카이트
- 하루트
- 가미시로 료우가
- 야구모 쿄우지
- e.라
- 루나
- 캐시
- 나루토

## 애니메이션
"유☆희☆왕"은 다카하시 카즈키의 만화 "유☆희☆왕"의 첫 번째 애니메이션 작품이다. 1998년 4월 4일부터 10월 10일까지 총 27개의 에피소드가 TV 아사히 계열 방송국(단 일부 계열 국 제외)에서 방영되었다. 제작은 '토에이 애니메이션'에서 담당하였으며 그 때문에 "토에이 유희왕"이라는 별칭이 있다.
다만 1999년에 극장에서 공개된 영화 작품에 대해서는 이 항목에서 설명하지 않는다.

### 방영 정보
본작은 본작 종영 후에 TV 도쿄 계열 국 외에서 방송된 "유 ☆ 희 ☆ 왕 듀얼몬스터즈"이후의 작품과의 스토리 연결은 없다. 본작에서는 원작의 "학원 편"에서부터 "몬스터 월드 편"까지를 그리고 있는 반면에 "유 ☆ 희 ☆ 왕 듀얼몬스터즈"는 원 스토리를 잘라 "듀얼리스트 킹덤" 이후의 이야기를 중심 이야기로 삼고 있으며 디자인과 캐스트도 확연히 다르다.
"유 ☆ 희 ☆ 왕 듀얼몬스터즈"에서 카드 게임을 메인으로 이야기가 흘러간다면, "유 ☆ 희 ☆ 왕"은 원작의 초기 보인 다양한 수단에 의한 "어둠의 게임"(Yami no Game)이 중심이 되었다. '하이퍼 요요'와 '디지몬' 등 당시 유행하고 있던 상품을 패러디하는 이야기도 존재했으며, 극중의 카드 배틀 게임인 "매직 & 위저드"가 "듀얼 몬스터즈"로 본작에서 개칭되었다.
차회 예고는 다음 주 방송분 예고뿐만 아니라, 몇 주 후 방송분(즉 다음주 이후) 일정을 소개하는 등 애니메이션으로서는 이례적인 형식으로 등장했다. 또한 토에이 애니메이션의 이야기 진행 조정을 위한 기존 사이드 배포 등을 본작에서도 많이 행하고 있으며, 안에는 원작과는 전혀 다른 이야기로 바뀐 것도 있다.
하지만 프로그램 자체는 시청률이 부진한 이유로 인해 반년 만에 종영됐다. 또한 영상 소프트는 방송 당시 VHS에서 나온 것만으로, 2011년 현재에도 DVD 등으로 출시할 예정은 없다. 더구나 재방송도 전혀 진행되지 않으면서 현재는 시청이 곤란한 작품이 되고 있다. 다만 유튜브 등의 동영상 공유 사이트에서는 자유롭게 시청이 가능하다. 그러나 2016년에는 재방영을 하게 된다.

### 원작과의 차이
- 어둠의 게임, 즉 벌칙 게임은 원작의 어두운 분위기가 아이들을 위해 완화되며 변경되고 있다.
- 원작에서는 1화에 한해 게스트 캐릭터로 등장한 노사카 미호가 주요 캐릭터로 추가되고 있다.
- 원작의 해당 부분에 비해 듀얼몬스터즈의 등장 빈도가 증가하고 있다.
  - 듀얼몬스터즈 이외의 게임도 본작에는 등장한다. (예- 다마고치 등)
- 원작의 해당 부분은 나오지 않았던 "듀얼몬스터즈"의 지형 효과의 요소와 죠노우치의 여동생, 시즈카가 나온다.
- 오프닝에 등장했던 [블랙 매지션]이 "DEATH - T 편의 카이바"전에 등장하지 않고 극장판에서 처음으로 나온다.

### 유희왕 성우진
1. 무토 유우기：오가타 메구미
2. 죠노우치 카츠야：무라카와 토시유키
3. 혼다 히로토：오키아유 료타로
4. 마사키 안즈：가카즈 유미
5. 노사카 미호：노가미 유카나
6. 무토 스고로쿠 ：아오노 타케시
7. 카이바 세토：미도리카와 히카루
8. 카이바 모쿠바：미와 카즈에
9. 바쿠라 료：가시와쿠라 쓰토무
10. 샤디(정령)：시오자와 가네토

### 테마 정보
- 오프닝 테마 〈메마른 외침〉

작사・작곡 - Miho Komatsu / 편곡 - Masatsumi Ozawa / 노래 - FIELD OF VIEW
2화부터는 CD와 다른 버전이 사용되고 있다.
- 엔딩 테마 〈내일 만약 당신이 부숴진대도〉

작사 - Izumi Sakai / 작곡 - Aika Ohno / 편곡 - WANDS / 노래 - WANDS